# Paul Allouard-Carny
Paul Allouard-Carny, né en 1884 à Plainpalais  et mort en 1961  à Paris, est un pastelliste et décorateur de théâtre français.  Paysagiste, il peint également des sujets religieux et illustre des romans.

## Biographie
Paul Allouard-Carny, né le 29 avril 1884 à Plainpalais, ancienne commune devenu un quartier de Genève, a étudié à l'école normale d'enseignement du dessin à Paris. 
Il a ensuite été professeur de dessin au Grand Palais. 
Ses pastels représentent des paysages de campagnes et de villages de plusieurs régions françaises et aussi la Suisse, l'Italie et l'Espagne. Il peint également des vues de Paris. 
La vente aux enchères de ses tableaux, notamment de gouaches, continue à s'effectuer.
Mort le 12 janvier 1961 au sein de l'Hôpital Broussais dans le 14e arrondissement de Paris à la suite d'une attaque cérébrale, son atelier est dispersé en 2002 par Me Galateau, à Limoges, et par Me Millon, à Paris.

## Expositions
Régulièrement il a exposé aux Artistes flamands, au Salon d'automne, au Salon des indépendants.

## Rétrospective
- 1966, Artemont, Paris[2]

## Lieux publics
- Église du Saint-Esprit de Paris[2]